# 塞弗特鎮區 (北達科他州卡弗利爾縣)
塞弗特鎮區（英語：Seivert Township）是位於美國北達科他州卡弗利爾縣的一個鎮區。

## 地方資料
塞弗特鎮區的面積為77.52平方千米，當中陸地面積為72.67平方千米，而水域面積為4.85平方千米。根據2020年美國人口普查的數據，當地共有人口9人，而人口密度為每平方千米0.12人。